# Miquel de Tormo
Miquel de Tormo fou Prior de Sant Pere de Besalú i el 63è President de la Generalitat de Catalunya (1553-1554), elegit a mitjan trienni per a substituir al seu oncle, Joan de Tormo, mort prematurament.

## Biografia
Va participar en les Corts de Montsó (1553).